# Denise Poirier-Rivard
Denise Poirier-Rivard (née le 19 mai 1941 à Montréal) a été députée du Bloc québécois dans la circonscription de Châteauguay—Saint-Constant de son élection lors des élections générales de 2004 pendant lesquelles elle fit perdre son siège au député sortant Robert Lanctôt d'abord élu sous la bannière du Bloc québécois et qui s'était représenté avec les libéraux. Elle était porte-parole du Bloc québécois en matière d'agriculture et d'agro-alimentaire.
Elle ne put se représenter aux élections fédérales de 2006 puisqu'elle a perdu la course à l'investiture aux dépens de la future candidate et députée Carole Freeman. Cette situation fut également vécue par son collègue Alain Boire dans la circonscription limitrophe de Beauharnois-Salaberry.